# Aliens versus Predator 2
Aliens versus Predator 2 è uno sparatutto in prima persona a tema fantascientifico e survival horror del 2001, sequel del videogioco del 1999 Aliens versus Predator. È possibile vestire i panni degli alieni del titolo, oltre che di un marine di nome Andrew "Frosty" Harrison. Il gioco è diviso in tre capitoli connessi fra loro, uno per specie; il gameplay varia a seconda del personaggio utilizzato. L'espansione Primal Hunt aggiunge anche il predalien, specie ibrida fra le due.

## Trama
Circa mezzo secolo dopo gli eventi del film Alien³, la società Weyland-Yutani, (guidata dalle informazioni rinvenute dagli eventi del film Alien vs. Predator) scopre il pianeta LV-1201. Scopre inoltre che quel mondo è pieno di vita ed è punteggiato da delle rovine di una civiltà extraterrestre, nonché infestato da Xenomorfi. La società prevede di costruire una struttura di ricerca per studiare il pianeta, le rovine e gli alieni. Ciò nonostante, avvengono una serie di incidenti causati dalle creature aliene abitanti, il che potrebbe mandare in fumo l'operazione. In più sono giunti sul pianeta un'altra specie di alieni, da tempo nemici degli umani e degli xenomorfi, i Predator.
Nei panni del marine, il giocatore è un componente di una squadra inviata ad esplorare il pianeta e col compito di salvare un gruppo di soldati sopravvissuti, precedente sbarcati sul pianeta ma non più tornati. Vengono inviate due squadre, ma si separano a causa di un uragano, e una delle due astronavi deve compiere un atterraggio di fortuna; atterrati sul pianeta, la squadra comincerà la perlustrazione, e il protagonista si farà strada con un fucile d'assalto.
Nei panni dell'Alien, il giocatore è inizialmente un Face Hugger nato da un uovo portato sulla base ed erroneamente finito all'aperto. Deve inizialmente trovare un occupante per depositare l'embrione. Una volta compiuto ciò, si diverrà uno Xenomorfo e bisogna trovare cibo per diventare un alieno in sé.
Nei panni di un Predator, il giocatore è un componente di un clan che 19 anni prima ha attaccato un avamposto della Weyland-Yutani, in cui hanno inseguito e abbattuto un marine coloniale conosciuto come Rykov. Egli era creduto morto, ma ora che hanno scoperto che Rykov sopravvisse miracolosamente allo scontro, il Predator è venuto a LV-1201 per completare la missione, procurandosi sempre più arsenale.